# Bertil Linde

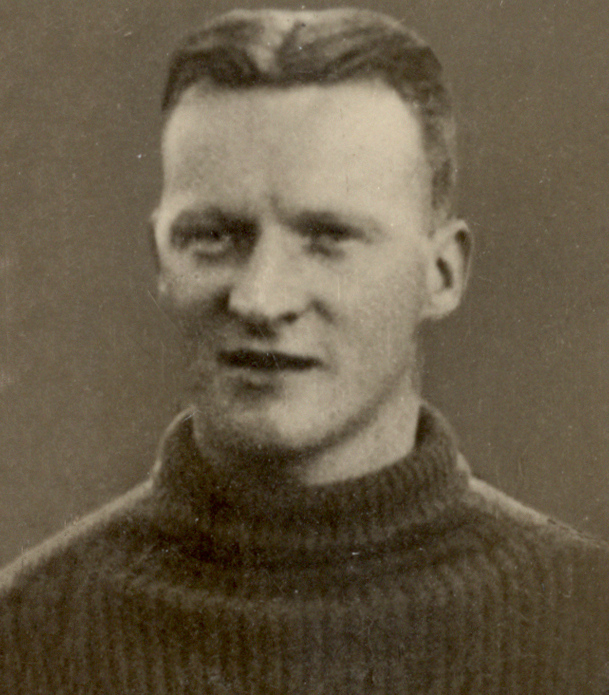
Bertil Linde

Knut Bertil Hilding Linde (* 28. Februar 1907 in Stockholm; † 25. März 1990 ebenda) war ein schwedischer Eishockeyspieler. 

## Karriere
Bertil Linde begann seine Karriere als Eishockeyspieler beim Karlbergs BK, für den er von 1926 bis 1929 aktiv war. Anschließend spielte er ebenfalls drei Jahre lang für den AIK Solna. Von 1932 bis 1934 und in der Saison 1937/38 lief der Angreifer erneut für den Karlbergs BK auf. 

### International
Für Schweden nahm Linde an den Olympischen Winterspielen 1928 in St. Moritz teil, bei denen er mit seiner Mannschaft die Silbermedaille gewann. Als bestes europäisches Team bei den Olympischen Winterspielen gewann er mit seiner Mannschaft den Europameistertitel. Zudem stand er im Aufgebot seines Landes bei der Weltmeisterschaft 1931.

## Erfolge und Auszeichnungen
- 1928 Silbermedaille bei den Olympischen Winterspielen